# Paulo Amaral
Paulo Lima Amaral, mais conhecido como Paulo Amaral (Rio de Janeiro, 18 de outubro de 1923 — Rio de Janeiro, 1 de maio de 2008), foi um preparador físico, futebolista e treinador brasileiro.
É considerado o pioneiro da preparação física no futebol do Brasil e foi o primeiro preparador físico da Seleção Brasileira, nas campanhas vitoriosas das Copas do Mundo de 1958 e 1962, e ainda na edição de 1966.

## Carreira
Com a cabeça sempre raspada à navalha (o que não era comum naquela época), quase dois metros de altura e "cem quilos de músculos", Amaral tinha um gênio difícil e vivia às turras com os jornalistas que cobriam as equipes que treinava. Sua carreira no esporte começou como zagueiro reserva do Flamengo, entre 1942 e 1945. De lá seguiu para o Botafogo, onde ficou entre 1946 e 1948, ano em que se formou em Educação Física. Em 1953, um ano depois de tirar o diploma de técnico de futebol, seu ex-colega de time Sylvio Pirillo, novo técnico do Botafogo, chamou-o para ser preparador físico do time, além de técnico dos aspirantes.

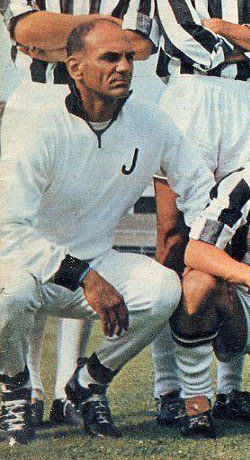
Amaral a Juventus

Foi chamado para ser o preparador físico da Seleção na Copa do Mundo de 1958, realizada na Suécia, e ajudou também ao convencer o supervisor Carlos Nascimento de que os dribles de Garrincha não eram deboche. Na primeira conquista mundial do Brasil, Amaral destacou-se ao dar a volta olímpica com uma bandeira da Suécia, depois da vitória brasileira na final em Estocolmo, em 1958. Na ocasião, ele falou que queria homenagear o povo sueco, que tinha recebido muito bem a seleção do Brasil. Foi a partir do destaque de Amaral que os times brasileiros começaram a ter profissionais específicos para a função de preparador físico, que, antes dele, era sempre improvisada. No ano seguinte, durante o Campeonato Sul-Americano no Equador, serviu como "segurança" dos jogadores da Seleção, em uma tentativa de agressão depois da derrota por 3 a 0 para o Uruguai: nocauteou várias pessoas que partiram para cima. Em 1960 assumiu como treinador do Botafogo pela primeira vez. No ano seguinte, foi para o Vasco e em 1962 voltou à Seleção Brasileira como preparador físico e auxiliar técnico do treinador Aymoré Moreira.
Depois da Copa de 1962, foi para a Itália treinar a Juventus, onde ficou até outobru de 1963 e foi vice-campeão italiano em 1962-63, quando voltou ao Brasil para comandar o Corinthians. Ficou apenas 28 partidas — e chegou a ser detido pela polícia após uma delas, em Porto Alegre, por ter agredido um radialista —, deixando o clube para assumir o italiano Genoa, onde foi despedido após a oitava rodada da temporada 1964/65. Voltou ao Brasil para ser novamente o preparador físico da Seleção na Copa do Mundo de 1966 e, ao voltar, assumiu como técnico do Atlético-MG, mas não ganhou um jogo sequer, o que foi atribuído à rígida disciplina por ele exigida de seus jogadores.
No Bahia, em outubro de 1968, durante uma partida contra o Fluminense, agrediu o bandeirinha Délson Almeida Santos e tentou agredir o árbitro Amílcar Ferreira, que solicitou à polícia que prendesse o técnico. Paulo teve de seguir para a delegacia após o jogo. Acabou por tirar um ano de férias, em 1969, e, depois, assumiu o Fluminense, substituindo Telê Santana. Foi lá que ganhou seu único título como treinador, o Torneio Roberto Gomes Pedrosa de 1970, depois de ganhar um voto de confiança da diretoria quando perdeu a Taça Guanabara daquele ano para o Flamengo e de atritos com jogadores depois de alguns tropeços durante a campanha — o estilo de Amaral contrastava bastante com o de Telê, que o antecedera no Flu. "Sou exigente com os jogadores, porque eu e eles somos empregados do clube", disse à época. "Temos uma missão a cumprir: aquela que nos é confiada pela direção do clube e pela sua torcida e que nada tem a ver com nossos problemas pessoais."
Treinou ainda o Porto, de Portugal, o America, o Remo e o Guarani ao longo de sua carreira. No Guarani foi demitido após romper relações com a imprensa campineira e discutir seriamente com o zagueiro Amaral, um dos principais jogadores do time. Em 1978, teve uma passagem conturbada pelo Al-Hilal, da Arábia Saudita, quando assinou dois contratos, um em inglês e outro em árabe, e depois descobriu que só o contrato em árabe tinha validade.
Paulo Amaral foi o primeiro caso de um homem que linchou uma multidão. Em um jogo em que ele estava sendo hostilizado pela torcida, não teve dúvidas: partiu para cima da torcida, distribuindo socos e fazendo os torcedores fugir dele.

## Morte
Morreu de câncer, em 1 de maio de 2008, em sua casa no bairro de Copacabana, na cidade do Rio de Janeiro. Em 2006, foi homenageado pela CBF, ao lado do dentista Mário Trigo, por ter participado da comissão técnica das conquistas da Seleção.

## Títulos
Seleção Brasileira
- Copa do Mundo: 1958 e 1962 (como preparador físico)

### Como treinador
Fluminense
- Campeonato Brasileiro: 1970

Bahia
- Campeonato Baiano: 1967

Botafogo
- Taça José Wânder Rodrigues Mendes: 1976
- Torneio Ministro Ney Braga: 1976

## Campanhas de destaque

### Como treinador
Juventus
- Campeonato Italiano: 1962–63 (vice-campeão)

Fluminense
- Taça Guanabara: 1970 (vice-campeão)